# Westward Whoa
Westward Whoa est un cartoon, réalisé par Jack King et sorti en 1936, qui met en scène Porky Pig.